# Liste der Biografien/Ned
Liste der Biografien |
Portal Biografien |
Personensuche
# |
A |
B |
C |
D |
E |
F |
G |
H |
I |
J |
K |
L |
M |
N |
O |
P |
Q |
R |
S |
T |
U |
V |
W |
X |
Y |
Z |
?
 
Na |
Nb |
Nc |
Nd |
Ne |
Nf |
Ng |
Nh |
Ni |
Nj |
Nk |
Nl |
Nm |
Nn |
No |
Nr |
Ns |
Nt |
Nu |
Nv |
Nw |
Nx |
Ny |
Nz
 
Nea |
Neb |
Nec |
Ned |
Nee |
Nef |
Neg |
Neh |
Nei |
Nej |
Nek |
Nel |
Nem |
Nen |
Neo |
Nep |
Ner |
Nes |
Net |
Neu |
Nev |
New |
Nex |
Ney |
Nez
Die Liste der Biografien führt alle Personen auf, die in der deutschsprachigen Wikipedia einen Artikel haben. Dieses ist eine Teilliste mit 121 Einträgen von Personen, deren Namen mit den Buchstaben „Ned“ beginnt.

## Ned
- Ned, Nelson (1947–2014), brasilianischer Singer-Songwriter

### Neda
- Nedabylic, Jan Peter Straka von (1645–1720), tschechischer Aristokrat und Philanthrop
- Nedaschkiwska, Natalija (* 1987), ukrainische Biathletin
- Nedassekau, Maksim (* 1998), belarussischer Leichtathlet

### Nedb
- Nedbailo, Pjotr Jemeljanowitsch (1907–1974), sowjetischer Rechtswissenschaftler und Diplomat
- Nedbal, Hannes (* 1940), österreichischer Tänzer, Tanzlehrer und Tanzsporttrainer
- Nedbal, Johannes (1934–2002), österreichischer römisch-katholischer Theologe, Apostolischer Protonotar und Domkurat
- Nedbal, Oskar (1874–1930), böhmischer Komponist und Dirigent
- Nedbálková, Kateřina (* 1974), tschechische Soziologin und Universitätsdozentin

### Nedd
- Nedd, Kyle (* 2007), grenadischer Leichtathlet
- Nedd-Friendly, Priscilla (* 1955), US-amerikanische Filmeditorin
- Nedden, Burckhard (* 1944), deutscher Jurist und Datenschutzexperte
- Nedden, Eduard zur (1854–1924), preußischer Verwaltungsjurist und Regierungspräsident in Trier
- Nedden-Boeger, Claudio (* 1966), deutscher Jurist und Richter am Bundesgerichtshof
- Neddenriep, Hermann (1904–1988), deutscher Politiker (DP/CDU), MdL
- Neddenriep, Willi (1883–1968), deutscher Landwirt und Politiker (CNBL), MdR
- Neddens, Christian (* 1972), deutscher lutherischer Theologe
- Neddens, Christin (* 1986), deutsche Jazz- und Fusion-Schlagzeugerin
- Neddermann, Judit (* 1991), spanische Singer-Songwriterin und Gitarristin
- Neddermann, Linda (* 1988), deutsche Politikerin (Bündnis 90/Die Grünen), Mitglied der Bremischen Bürgerschaft
- Neddermeier, Wilhelm (1885–1964), deutscher Gewerkschaftsfunktionär und Politiker (SPD)
- Neddermeyer, Emil (1894–1951), deutscher Gewerkschaftsfunktionär und Politiker (SPD)
- Neddermeyer, Helmut (* 1938), deutscher Politiker (GRÜNE), MdL
- Neddermeyer, Robert (1887–1965), deutscher Widerstandskämpfer gegen den Nationalsozialismus und Politiker (KPD, SED), MdR, MdV
- Neddermeyer, Seth (1907–1988), US-amerikanischer PhysikerSeth Neddermeyer (1907–1988)

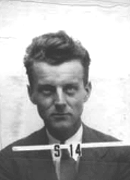
Seth Neddermeyer (1907–1988)

### Nede
- Nedeau, Erik (* 1971), US-amerikanischer Mittel- und Langstreckenläufer
- Nedefuji, Ayumu (* 1994), japanischer Snowboarder
- Nedel, Philipp, deutscher Tonmeister, Arrangeur und Produzent
- Nedela, Iwan (* 1883), russischer Radrennfahrer
- Neděla, Milan (1934–1997), tschechoslowakischer Schauspieler
- Nedela, Norbert (* 1951), deutscher Polizist
- Neděla, René (* 1980), tschechischer Badmintonspieler
- Nedelcearu, Ionuț (* 1996), rumänischer Fußballspieler
- Nedelcovici, Paul (1899–1948), rumänischer Rugbyspieler
- Nedelcu, Dragoș (* 1997), rumänischer Fußballspieler
- Nedelcu, Ruxandră (* 1984), rumänische Freestyle-Skisportlerin
- Nédélec, Michel (1940–2009), französischer Radrennfahrer
- Nedeleff, Sandra (* 1968), deutsche Schauspielerin, Drehbuchautorin und Regisseurin
- Nedelew, Todor (* 1993), bulgarischer Fußballspieler
- Nedelin, Mitrofan Iwanowitsch (1902–1960), sowjetischer Marschall
- Nedeljáková, Barbara (* 1979), slowakische SchauspielerinBarbara Nedeljáková (* 1979)

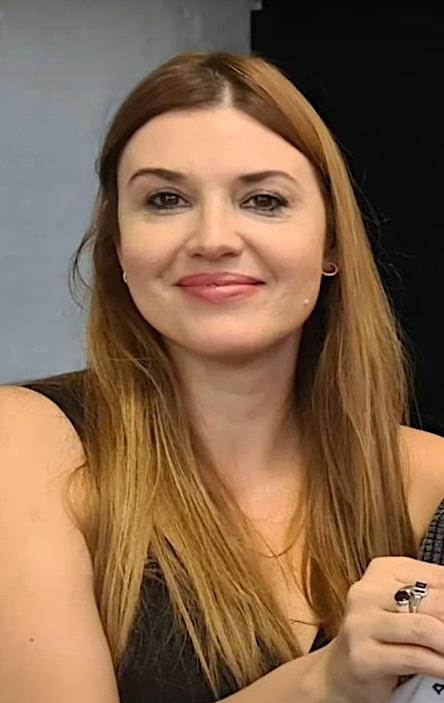
Barbara Nedeljáková (* 1979)

- Nedeljkov, Georgije (1926–2003), Architekt und Hochschullehrer
- Nedeljković, Aleksandar (* 1997), serbischer Volleyballspieler
- Nedeljkovic, Alex (* 1996), US-amerikanischer Eishockeytorwart
- Nedeljković, Dušan (1899–1984), jugoslawischer Philosoph und Sozialwissenschaftler
- Nedeljković, Goran (* 1982), serbischer Ruderer
- Nedeljković, Kosta (* 2005), serbischer FußballspielerKosta Nedeljković (* 2005)
- Nedeljković, Milan (* 1969), Manager

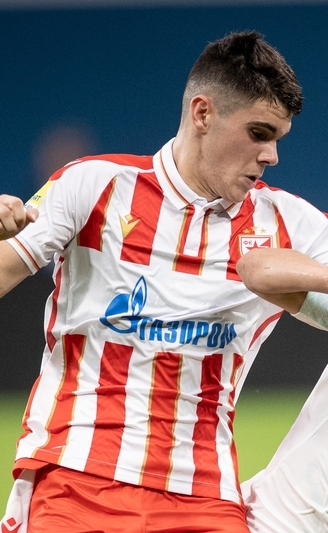
Kosta Nedeljković (* 2005)

- Nedeljković, Srećko (1923–2011), serbischer Schachspieler und Mediziner
- Nedeljković, Verica (1929–2023), jugoslawische Schachspielerin
- Nedelko, Iwan Anatoljewitsch (* 1986), russischer Tennisspieler
- Nedelkovski, Borče (1916–1985), jugoslawischer Fußballschiedsrichter
- Nedelmann, Carl (1867–1947), deutscher Kaufmann und Glasfabrikant
- Nedelmann, Ernst (1818–1888), deutscher Kaufmann und Unternehmer
- Nedelmann, Wilhelm (1785–1862), deutscher Kaufmann, Stadtrat, Musiker
- Nedeltschew, Joanikij (1939–2024), bulgarisch-orthodoxer Priester und Metropolit der Diözese von Sliwen
- Nedeltschew, Nedeltscho (1890–1969), bulgarischer Pflanzenzüchter
- Nedeltschew, Radi (1938–2022), bulgarischer Maler
- Nedeltschew, Trifon (* 1945), bulgarischer Bildhauer und Maler
- Nedeltschewa, Petja (* 1983), bulgarische Badmintonspielerin
- Neder, Christine (* 1985), deutsche Autorin, Kolumnistin und Journalistin
- Neder, Herbert (1939–2015), deutscher Politiker (CSU), MdL
- Neder, Johann Michael (1807–1882), österreichischer Maler
- Neder, Reinhard (* 1959), deutscher Kristallograph und Hochschullehrer
- Nedergaard, Maiken, dänische Neurobiologin
- Nedergaard, Pernille (* 1967), dänische Badmintonspielerin
- Nedergaard, Tina (* 1969), dänische Politikerin
- Nedergård, Sannah (* 1993), finnlandschwedische Schauspielerin
- Nederkorn, Kurt (1898–1994), deutscher Staatswissenschaftler, Kommunalpolitiker und Journalist
- Nederlof, Bert (1946–2018), niederländischer Journalist und Rundfunkmoderator
- Nedev, Trajče (* 1973), nordmazedonischer Schachspieler
- Nedewa, Teodora (* 1977), bulgarische Tennisspielerin

### Nedi
- Nedi, Dereje (* 1954), äthiopischer Marathonläufer
- Nediani, Antonio (* 1921), italienischer Schauspieler, Dokumentarfilmer, Dramatiker und Drehbuchautor
- Nedić, Milan (1878–1946), serbischer Militärangehöriger und PolitikerMilan Nedić (1878–1946)

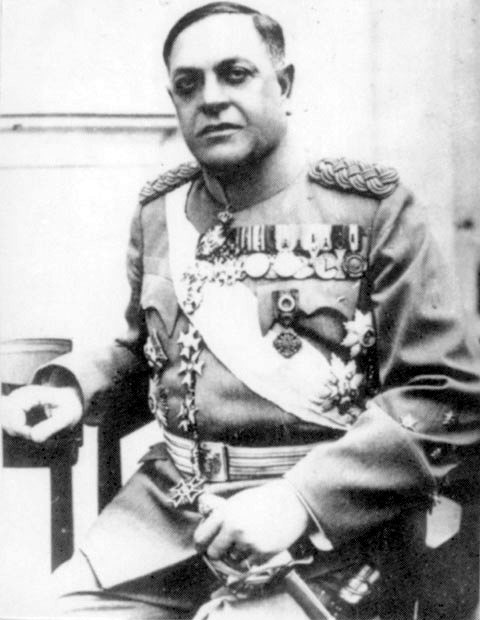
Milan Nedić (1878–1946)

- Nedilko, Mykola (1902–1979), ukrainischer Maler
- Nedîm (1681–1730), osmanischer Dichter

### Nedj
- Nedjalkow, Anton (* 1993), bulgarischer Fußballspieler
- Nedjalkowa, Anschela (* 1991), bulgarische SchauspielerinAnschela Nedjalkowa (* 1991)

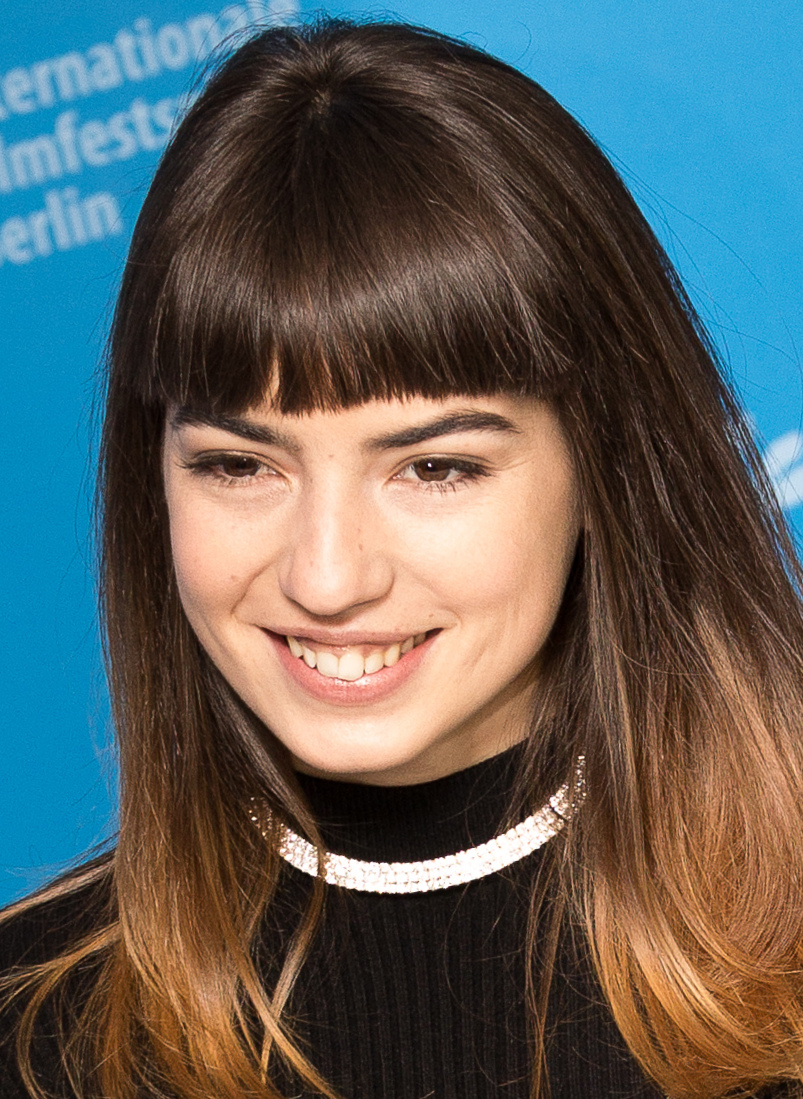
Anschela Nedjalkowa (* 1991)

- Nedjeftet, Königin der altägyptischen 6. Dynastie
- Nedjemibre, altägyptischer König
- Nedjen, altägyptischer Beamter

### Nedk
- Nedkow, Ilijan (* 1958), bulgarischer Judoka
- Nedkvitne, Arnved (* 1947), norwegischer Historiker und Hochschullehrer

### Nedo
- Nedo, Kito (* 1975), deutscher Journalist und Autor
- Nedo, Michael (* 1940), deutscher Direktor des Wittgensteinarchivs in Cambridge
- Nedo, Pawoł (1908–1984), sorbischer Pädagoge und Ethnologe, Vorsitzender der Domowina
- Nedoma, Robert (* 1961), österreichischer germanistischer und skandinavistischer Mediävist
- Nedomanský, Václav (* 1944), tschechoslowakischer Eishockeyspieler und -trainer
- Nedopil, Jakob (1811–1894), mährisch-österreichischer Politiker
- Nedopil, Leopold (1819–1883), Archivar und Ordenspriester
- Nedopil, Moritz (1847–1909), österreichischer Chirurg
- Nedopil, Norbert (* 1947), deutscher Psychiater und Psychologe
- Nedoroscik, Stephen (* 1998), US-amerikanischer Geräteturner
- Nedorost, Václav (* 1982), tschechischer Eishockeyspieler
- Nedoschil, Reinhold (1939–2021), deutscher Fußballspieler
- Nedović, Nemanja (* 1991), serbischer BasketballspielerNemanja Nedović (* 1991)

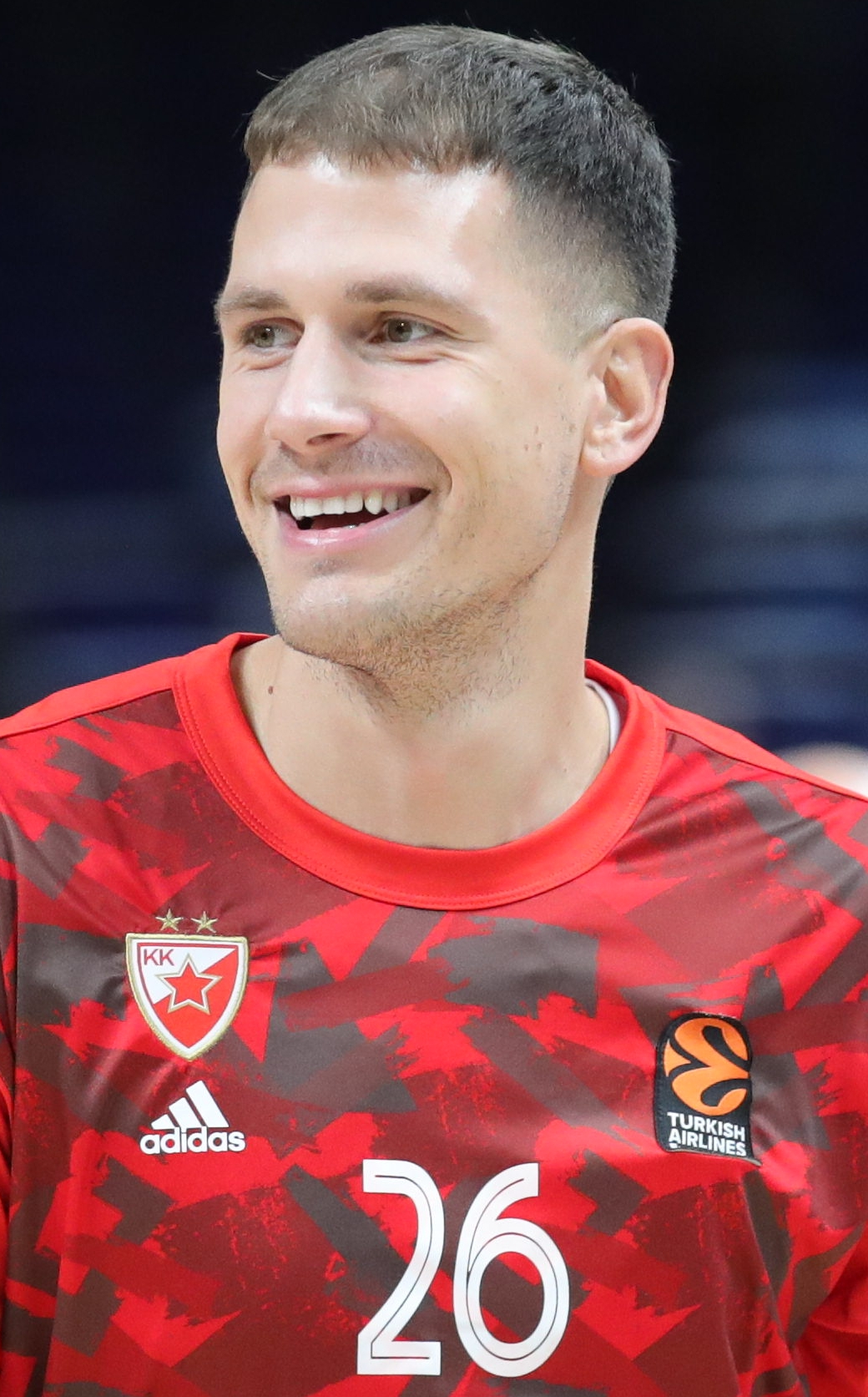
Nemanja Nedović (* 1991)

- Nedow, Tim (* 1990), kanadischer Kugelstoßer und Diskuswerfer
- Nedowessow, Alexander (* 1987), ukrainisch-kasachischer Tennisspieler
- Nedowintschanyj, Anatolij (1938–2019), ukrainischer Komponist und Dichter

### Nedr
- Nedreaas, Torborg (1906–1987), norwegische Schriftstellerin
- Nedregotten, Magnus (* 1990), norwegischer Curler

### Nedt
- Nedtwig, Johannes (1894–1963), deutscher Generalmajor im Zweiten Weltkrieg

### Nedu
- Nedumpuram, Vijay Anand (* 1938), indischer Geistlicher, emeritierter Bischof von Chanda
- Nedunchezhiyan, Jeevan (* 1988), indischer Tennisspieler
- Nedunchezhiyan, V. R. (1920–2000), indischer Politiker

### Nedv
- Nedvěd, Karel, böhmischer Leichtathlet
- Nedvěd, Pavel (* 1972), tschechischer Fußballspieler und FußballfunktionärPavel Nedvěd (* 1972)

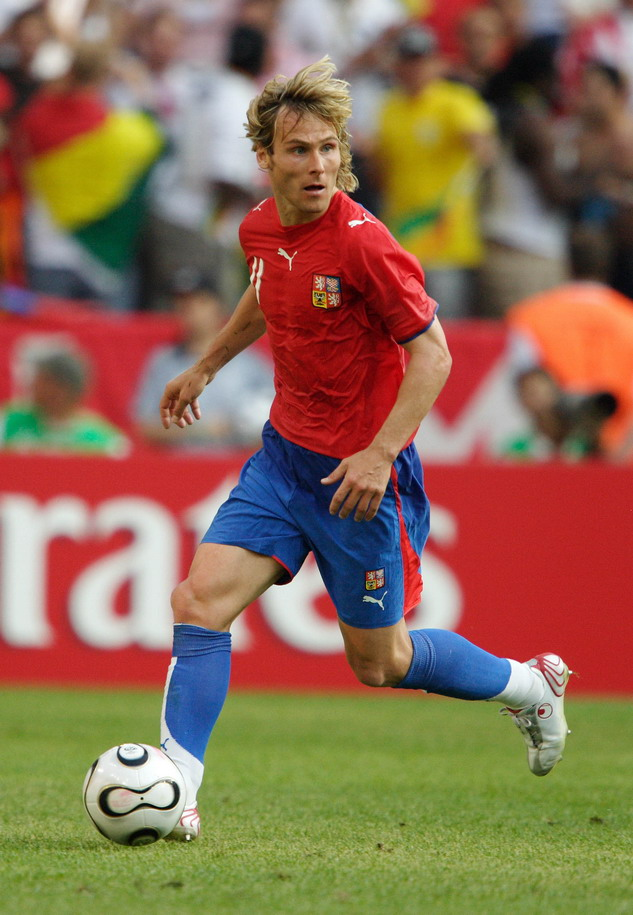
Pavel Nedvěd (* 1972)

- Nedvěd, Petr (* 1971), tschechisch-kanadischer Eishockeyspieler und -funktionär

### Nedw
- Nedwal, Andreas (1891–1975), österreichischer Landwirt und Politiker (ÖVP), Landtagsabgeordneter, Abgeordneter zum Nationalrat
- Nedwed, Ernst (1929–2013), österreichischer Politiker (SPÖ), Landtagsabgeordneter, Abgeordneter zum Nationalrat
- Nedwed, Max (1902–1975), österreichischer Jurist, Gestapo-Mitarbeiter und SS-Führer
- Nedwig, Helmut (1927–1992), deutscher General der Volkspolizei

### Nedz
- Nędza-Kubiniec, Andrzej (* 1991), polnischer Biathlet und Skilangläufer
- Nędza-Kubiniec, Maciej (* 1990), polnischer Biathlet und Skilangläufer
- Nedzela, Paul (* 1984), US-amerikanischer Jazzmusiker
- Nedzi, Lucien N. (1925–2025), US-amerikanischer Politiker
- Nedzinskas, Antanas (* 1981), litauischer Radio-Moderator, Politiker, Mitglied des Seimas
- Nedzinskienė, Birutė (1955–1994), litauische Politikerin, Mitglied des Seimas
- Nedžipi, Nderim (* 1984), mazedonischer Fußballspieler
- Nedzit, Rudolf (* 1957), deutscher Schriftsteller